# Ziva Dynamics
Ziva Dynamics is een 3D simulatie technologie bedrijf van Unity Technologies, om levensechte humanoïde characters te kunnen maken en deze vervolgens te kunnen gebruiken met onder andere Unity of de Unreal Engine. Het bedrijf is gespecialiseerd in het ontwikkelen van geavanceerde personagetools die het proces voor het maken van virtuele personages voor de film- en game-industrie verbeteren.

## Producten & Software

### Ziva VFX
Ziva VFX, Ziva's belangrijkste softwaretool, is een Autodesk Maya plug-in. Deze technologie breidt de Maya-functionaliteit uit met een uitgebreide toolset voor het simuleren van dynamische elastische objecten en het oplossen van werelds echte fysica-natuurkunde. Ziva VFX is geadapteerd door visuele effectstudio's over de hele wereld, waaronder Marvel Entertainment, DC Entertainment, Sony Pictures Imageworks, DNEG (Double Negative), Scanline VFX en Rising Sun Pictures om hun karakterpijplijnen en resultaten te verbeteren. Ziva VFX-software is onder andere gebruikt in tv-series en films zoals:
| Film                                       | Studio                   | Jaar |
| ------------------------------------------ | ------------------------ | ---- |
| Fantastic Beasts and Where to Find Them    | Warner Bros. Pictures    | 2016 |
| Ghostbusters (2016)                        | Sony Pictures Imageworks | 2016 |
| Suicide Squad                              | Sony Pictures Imageworks | 2016 |
| A Series of Unfortunate Events (TV series) |                          | 2017 |
| Justice League (film)                      |                          | 2017 |
| Zoo (TV series)                            |                          | 2017 |
| Pacific Rim Uprising                       | DNEG                     | 2018 |
| The Meg                                    | Scanline VFX             | 2018 |
| Venom (Marvel)                             | Marvel Entertainment     | 2018 |
| Game of Thrones (Laatste seizoen)          | HBO                      | 2019 |

### Ziva Characters
Ziva Characters zijn simulatieklare virtuele personages die kunnen worden gekocht door film- en gamestudio's om het proces voor het maken van personages te versnellen. Ziva's virtuele personages omvatten een volledig anatomische mannelijke en vrouwelijke mens. Waaronder er ook zelfs virtuele dieren zijn die gebruikt kunnen worden.